# Сан Грегорио (Л’Аквила)
Сан Грегорио (итал. San Gregorio) је насеље у Италији у округу Л'Аквила, региону Абруцо.
Према процени из 2011. у насељу је живело 415 становника. Насеље се налази на надморској висини од 581 м.